# Elysia Rotaru

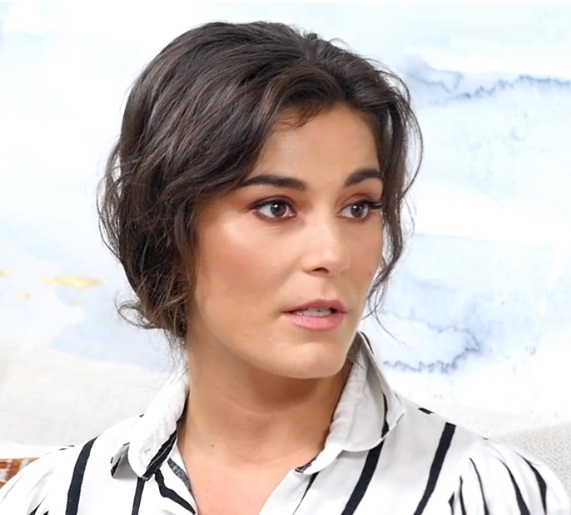
Elysia Rotaru

Crystal Elysia Lorraine Rotaru (* 9. November 1984 in Vancouver) ist eine kanadische Filmschauspielerin.

## Leben
Elysia Rotarus Eltern stammen aus Rumänien. Sie studierte Schauspiel an der Simon Fraser University. Ab 2008 war sie in kleinen Nebenrollen in Film und Fernsehen zu sehen. 2015 und 2016 spielte sie „Taiana Venediktov“ in der US-Actionserie Arrow. Insgesamt wirkte sie in über 80 Produktionen mit, darunter auch als Stimme in Computerspielen.

## Filmografie (Auswahl)
- 2008: Eureka – Die geheime Stadt (Eureka, Fernsehserie, 1 Folge)
- 2008: Psych (Fernsehserie, 1 Folge)
- 2008, 2010: Smallville (Fernsehserie, 2 Folgen)
- 2009: Mega Monster Movie (Stan Helsing)
- 2010–2011: Hellcats (Fernsehserie, 3 Folgen)
- 2011: Sanctuary – Wächter der Kreaturen (Sanctuary, Fernsehserie, 1 Folge)
- 2011: Gregs Tagebuch 2 – Gibt’s Probleme? (Diary of a Wimpy Kid: Rodrick Rules)
- 2012: Fringe – Grenzfälle des FBI (Fringe, Fernsehserie, 1 Folge)
- 2012, 2014: Supernatural (Fernsehserie, 2 Folgen)
- 2012: Santa & Mrs. Claus (Finding Mrs. Claus)
- 2012: Choose Your Victim (Miniserie, 7 Folgen)
- 2012–2014: Supernatural (Fernsehserie, 2 Folgen)
- 2013: King & Maxwell (Fernsehserie, 1 Folge)
- 2013: Mr. Young (Fernsehserie, 1 Folge)
- 2014: Rush (Fernsehserie, 1 Folge)
- 2014: Girlhouse – Töte, was du nicht kriegen kannst (Girl House)
- 2015: Backstrom (Fernsehserie, 1 Folge)
- 2015: iZombie (Fernsehserie, 1 Folge)
- 2015: Motive (Fernsehserie, 1 Folge)
- 2015–2016: Arrow (Fernsehserie, 17 Folgen)
- 2016: Countdown – Ein Cop sieht rot (Countdown)
- 2017: My Little Pony – Freundschaft ist Magie (My Little Pony: Friendship is Magic, Fernsehserie, 1 Folge)
- 2017: Travelers – Die Reisenden (Travelers, Fernsehserie, 1 Folge)
- 2017: Cocaine Godmother
- 2017: Dead Again in Tombstone
- 2018: Liebe auf der Piste (Love on the Slopes, Fernsehfilm)
- 2019: Hard Powder
- 2019: Killbird
- 2020: The 100 (Fernsehserie, 1 Folge)
- 2020: Freya (Kurzfilm)
- 2021: Justice Society: World War II (Stimme)
- 2021: Scott & Huutsch (Turner & Hooch, Fernsehserie, 1 Folge)
- 2021: The Baker’s Son (Fernsehfilm)
- 2021: It Was Always You (Fernsehfilm)
- 2021: Honey Girls
- 2021: A Snowy Christmas (One Snowy Christmas)